# Парк природе Медведница
Шуме Медведнице спуштају се до самог средишта Загреба.
Планина обилује миром и зеленилом и разноликим животињским светом. Најпознатија стаза је шумска стаза „Близнец“ намењена особама са инвалидитетом, пећина Ветерница, средњовековни рудници Зрински и Француски рудници, Сљеменска капелица, 500 Хорватових стуба.
Највиши врх Медведнице је Сљеме, високо 1033 метара. На њему се налази радиотелевизијски торањ висок 169 метара.
До 2007. године до врха је водила жичара. На Сљемену налази се и скијашка стаза на којој се одржава трка „Снежна краљица“.

## Тврђаве и дворци
Најочуванија тврђава Медведнице је Медведград, саграђен у 13. веку. Служио је за одбрану Каптола и Епископски поседа.
Друга тврђава је Суседград, саграђена у 13. веку. Позната је по бици која се догодила у дну њених зидина током Сељачке буне.
Поред Горње Стубице постоји Дворац Оршић који је изграђен 1756. године на темељима тврђаве саграђене у 13. веку. Касније је дворац преуређен и 1973. године, претворен у Музеј сељачких буна.